# Mixit.cz
Mixit.cz je česká firma specializující se na výrobu müsli zhotoveného na zakázku. Byla založena v roce 2010 Martinem Wallnerem a Tomášem Huberem. V roce 2013 se rozrostla na Slovensko a do Polska a v roce 2015 do Kanady.

## Produkty
Mixit.cz nabízí zákazníkům možnost namíchat si müsli směs podle vlastní chuti. Na webové stránce má zákazník možnost si vybrat kombinaci základních surovin a doplňujících ingrediencí. Sortiment Mixit se od svého vzniku rozrostl také o snídaňové kaše, müsli tyčinky, sušenky, čokolády, směsi ovoce a ořechů nebo cestovní balení do kapsy. Mixit také pravidelně připravuje sezónní mixy, například vánoční mix, velikonoční mix či valentýnský mix. Mixit využívá mrazem sušené, tzv. lyofilizované ovoce.[zdroj?] Obaly produktů Mixit, tzv. tubusy, jsou recyklovatelné a je možné je rozložit na papír/tetra pack a plast.[zdroj?]

## Historie
Službu Mixit.cz spustili dva spolužáci z vysoké školy Martin Wallner a Tomáš Huber v červnu 2010 na pražských Vinohradech. Po třech měsících Mixit najal prvního zaměstnance a stěhoval se do větších prostor. Na jaře 2012 se přestěhoval do prostor mimo centrum Prahy, kde probíhá zároveň vývoj, výroba i expedice. V létě téhož roku se Mixit objevil v pořadu České televize Den D, díky čemuž zaznamenal skokový růst počtu objednávek.[zdroj?] V létě 2013 stávající provozovnu zasáhly povodně a Mixit v nich přišel především o obalové materiály a byl nucený se přes noc kompletně přestěhovat v rámci budovy. V roce 2012 se Mixit rozšířil na Slovensko. a v roce 2013 do Polska V roce 2014 spustil výrobní linku, která umožňuje míchat desítky zákaznických mixů za minutu a částečně tak automatizoval výrobu. V roce 2015 expandoval Mixit do Kanady, kde s čecho-kanadským manželským párem otevřel výrobní a expediční pobočku. V roce 2016 tým Mixit získal cenu EY Začínající Podnikatel roku 2015. V březnu 2016 Mixit skončil s odběrem surovin obsahujících palmový olej.

## Partnerské projekty
V roce 2011 za přispění Mixit.cz vznikl projekt Snídaně do školek ve spolupráci s výživovou specialistkou Janou Vašákovou, jehož cílem je pomoci zdravému stravování předškolních dětí.
Mixit podporuje českého cestovatele Pavla Blažka, který se chystá dojít postupně na Severní i Jižní pól. Mixit pro něj připravil ve spolupráci s dietologem speciální vysokoenergetický snídaňový mix, který je určen do extrémních podmínek a pro nadměrnou fyzickou zátěž.
V roce 2016 vznikla směs Skutečně zdravý mix ve spolupráci s výživovou specialistkou Margit Slimákovou a projektem Skutečně zdravá škola. Část výtěžku z prodeje jde na podporu iniciativy zabývající se mimo jiné zkvalitněním školního stravování.[zdroj?]